# Гуилог ап Бели
Гуилог ап Бели (валл. Gwylog ap Beli; около 660 — около 710) — король Поуиса в период (около 660 — около 710) или же до 725 года.

## Биография
Гуилог упоминается в списке линии правителей Поуиса, как сын Бели ап Эйлита и отец Элисета ап Гуилога в Харлеанских генеалогиях. Однако в Генеалогиях Колледжа Иисуса, вместо имени «Гуилог» стоит имя «Коледог». Майк Эшли считает, что Бели, который жил около 620 года и Элисед, который был активен в первой половине VIII века, своими датами несовместимы друг с другом и это, безусловно, означает, что пропущены поколения в генеалогиях, можно предположить, что Гуилог был сыном этого Коледога.
Этот факт неудивителен, начиная с периода после битвы при Честере в 613 году, пошел процесс восстановление Поуиса, закончившийся Элиседом около 725 года — это темный век для этого региона, многие валлийцы изгнаны после разрушения причиненных армиями Нортумбрии и Мерсии. Поэтому можно оценить, что, по крайней мере, два поколения королей Поуиса отсутствуют и что правитель Поуиса, несомненно, подчинялся правителю Гвинеда.
Предположительно Гуилог, если он был сыном Бели, женился на дочери Ноуи из королевства Дивед.
Столицей Поуиса в его годы правления был Дин-Бран. Его сын и наследник, Элисед, перенес столицу в 717 году в Матравал.